# Polygenetische vulkaan
Een polygenetische vulkaan is een vulkaan die, in tegenstelling tot monogenetische vulkanen, meerdere keren uitbarst voordat hij uitdooft.

## Voorbeelden
Vulkanen van dit type zijn onder andere:
- Etna
- Merapi
- Vesuvius
- Eyjafjallajökull